# Vragel da Silva
Vragel da Silva (* 29. März 1974 in Campo Grande) ist ein ehemaliger brasilianischer Fußballspieler und heutiger -trainer.

## Werdegang
In Campo Grande lernte Vragel da Silva das Fußballspielen beim dort ansässigen Verein Campo Grande AC, wo er von der Jugend bis in die Profimannschaft spielte. Mit dem AC schaffte er den Aufstieg in die Série A, die höchste Liga Brasiliens.
1998 wechselte da Silva nach Dänemark zu Brøndby IF. Mit Brøndby spielte er gleich in der Champions League, wo er gegen Manchester United spielte. Nach eineinhalb Jahren wechselte da Silva in der Winterpause der Saison 1999/2000 nach Deutschland zum Zweitligisten Karlsruher SC. Mit Karlsruhe stieg er am Ende der Saison ab. Zur Saison 2000/01 wechselte er zum SSV Ulm 1846. Mit den Ulmern stieg er nach der Saison erneut aus der 2. Liga ab. Danach wechselte er zu Energie Cottbus in die Bundesliga. Der bullige Abwehrspieler spielte sich sofort in die Startelf. In seinem zweiten Erstligaspiel schoss da Silva gegen Hertha BSC sein erstes Tor in der Bundesliga. Auch nach dem Abstieg 2003 in die 2. Liga blieb er Cottbus treu. Am 14. Mai 2006 machte er ein entscheidendes Kopfballtor für Cottbus, was für den Aufstieg in die 1. Bundesliga wichtig war.
Vragel da Silva war aufgrund seiner Kopfballstärke bei den Gegnern gefürchtet. Während seiner Ausbildung in Brasilien hat er jeden Tag stundenlang am Kopfballpendel trainiert.
Auffällig wurde da Silva in der Bundesliga auch durch wiederholtes, krass sportwidriges Verhalten, welches ihm mehrfach eine Sperre einbrachte. So pausierte er zum Jahreswechsel 07/08 rundenübergreifend sogar acht Spiele, nachdem er im Spiel gegen Hannover 96 seinen Gegenspieler Gaëtan Krebs mit dem Ellenbogen ins Gesicht gestoßen hatte. Da Silva bereits einmal für ein solches Vergehen sieben Spiele gesperrt worden war, setzte das Sportgericht eine unüblich hohe Strafe an.
Im Oktober 2009 beendete Vragel da Silva seine aktive Fußballerlaufbahn wegen zu starker Knieprobleme.

### Trainerkarriere
Nach dem Erwerb der B-Lizenz übernahm da Silva im Oktober 2010 die Verantwortung für die U-17 des FC Energie Cottbus. Seit 2011 ist er Co-Trainer der U-19. Ab der Saison 2013/14 war er Nachfolger von Vasile Miriuta als Trainer der U-23. Zur Saison 2015/16 übernahm er als Trainer den FC Oberlausitz Neugersdorf in der Regionalliga Nordost und blieb dort bis 2017. Nach einem Jahr Pause als Fußballtrainer unterschrieb da Silva im Juli 2019 einen Vertrag mit dem SV Grün-Weiß Lübben aus der Brandenburg-Liga. Seit Januar 2024 ist er Trainer des Bezirksligisten TuS Graf Kobbo Tecklenburg.

## Privates
Vragel da Silva heiratete 1999 Idineia in Campo Grande. Die Ehe ist mittlerweile geschieden. 2002 wurde seine Tochter Fernanda geboren. Neben seiner Trainertätigkeit war er von 2019 bis 2022 hauptberuflich an einer Schule in Finsterwalde als Sportlehrer angestellt, seit 2022 an einer Gesamtschule in Lengerich.